# Château Grammont (Isère)
Le château Grammont est un château de type manoir, situé sur la commune de Pont-de-Chéruy, dans le département français de l'Isère, en région Auvergne-Rhône-Alpes, France.

## Histoire
Construit dans la deuxième moitié du XIXe siècle par la famille d'industriels locaux Grammont, ce manoir a connu très peu de changement depuis cette époque.
Aujourd'hui il appartient à la commune qui y organise des manifestations, notamment un festival annuel de peinture.

## Situation
Le parc municipal entourant le château au sud offre un espace verdoyant pour les promeneurs et les résidents.
De nombreuses manifestations y sont organisées par les différentes associations locales ; le  parc est un site apprécié par les familles et notamment les enfants qui bénéficient de la présence de jeux.
Se trouvant sur un promontoire naturel, le « château » dispose d'un paratonnerre.